# Aires Nunes de Fornelos
Aires Nunes de Fornelos (1130 - Coimbra, Portugal) foi um nobre e cavaleiro medieval do reino de Portugal
Foi avô de Martim Sanches de Portugal, conde de Trastamara e corregedor do reino de Leão e da Galiza, casado com Eylo Peres de Castro, filha de Pedro Fernandes de Castro "o Castelhano",  e de Urraca Sanches, casada com Lourenço Soares de Riba Douro.

## Relações familiares
Foi filho de Nuno Martins de Fornelos e casado com Mor Pais de Bravães, filha de Paio Soares da Maia e de Châmoa Gomes.[a] Deste casamento nasceu:
1. Maria Aires de Fornelos (morta antes de 1212 e sepultada no Mosteiro de Santo Tirso) casada com Gil Vasques de Soverosa e amante do rei D. Sancho I de Portugal, com quem teve númerosos filhos.[3]
2. Martim Aires de Fornelos
3. Soeiro Aires de Fornelos
4. Pedro Aires de Fornelos